# ヒトの細胞の一覧
ヒトの細胞の一覧（ヒトのさいぼうのいちらん）では、ヒトに存在する細胞を列記する。成熟したヒトの体には、多くの異なる種類の細胞が存在する。

## 主に内胚葉に由来する細胞
主に内胚葉に由来する細胞。

### 外分泌上皮細胞
- 唾液腺粘液細胞（多糖を多く分泌）
- 唾液腺n1細胞（糖タンパク質酵素を多く分泌）
- 味蕾のフォン・エブネル腺細胞
- 乳腺細胞（乳を分泌）
- 涙腺細胞（涙を分泌）
- 耳道腺細胞（耳垢を分泌）
- エクリン腺(汗を分泌)
- 腺暗細胞（糖タンパク質を分泌）
- エクリン腺明細胞（小分子を分泌）
- アポクリン腺細胞（臭物質を分泌、性ホルモン感受性）
- 睫毛腺細胞（汗腺の一種）
- 皮脂腺細胞（皮脂を分泌）
- 鼻の上皮細胞のボーマン腺細胞
- 十二指腸のブルンナー腺細胞（酵素やアルカリ性粘液を分泌）
- 精嚢細胞（精子遊泳のために必要なフルクトースを含む精液を分泌)
- 前立腺細胞（精液を分泌）
- 尿道球腺細胞（粘液を分泌）
- バルトリン腺細胞（膣液を分泌）
- 尿道腺細胞（粘液を分泌）
- 子宮内膜細胞（炭水化物を分泌）
- 杯細胞（呼吸器や消化器を覆う、粘液を分泌）
- 胃粘膜細胞（粘液を分泌）
- 主細胞 (胃)（ペプシノゲンを分泌）
- 壁細胞（塩酸を分泌）
- 膵腺房細胞（炭酸水素塩と消化酵素を分泌）
- 小腸のパネート細胞（リゾチームを分泌）
- 肺のII型肺細胞（界面活性剤を分泌）
- 肺のクララ細胞

### ホルモン分泌細胞
- 脳下垂体前葉細胞
  - 成長ホルモン分泌細胞
  - プロラクチン分泌細胞
  - 下垂体向甲状腺細胞
  - 向生殖腺細胞
  - 副腎皮質刺激ホルモン分泌細胞
- メラニン細胞刺激ホルモン産生細胞
- 大型神経分泌ニューロン
  - オキシトシン分泌
  - バソプレッシン分泌
- 消化管および呼吸管の細胞
  - セロトニン分泌
  - エンドルフィン分泌
  - ソマトスタチン分泌
  - ガストリン分泌
  - セクレチン分泌
  - コレシストキニン分泌
  - インスリン分泌
  - グルカゴン分泌
  - ボンベシン分泌
- 甲状腺細胞
  - 瀘胞細胞
  - 濾胞傍細胞
- 副甲状腺細胞
  - 主細胞 (上皮小体)
  - 好酸性細胞
- 副腎細胞
  - クロム親和性細胞
  - ステロイドホルモン分泌
- ライディッヒ細胞（精巣に存在、テストステロンを分泌）
- 内莢膜細胞（卵胞に存在、エストロゲンを分泌）
- 黄体細胞（卵胞に存在、プロゲステロンを分泌）
  - 顆粒層ルテイン細胞
  - 卵胞膜ルテイン細胞
- 傍糸球体細胞（レニンを分泌）
- 緻密斑細胞	（腎臓に存在）
- 周極細胞（腎臓に存在）
- メサンギウム細胞（腎臓に存在）

## 主に外胚葉に由来する細胞
主に外胚葉に由来する細胞。

### 外皮系

#### 角質化上皮細胞
- 表皮性ケラチン産生細胞（分化した表皮細胞）
- 表皮基底細胞（幹細胞）
- 爪ケラチン産生細胞
- 爪床基底細胞
- 髄様毛幹細胞
- 皮質毛幹細胞
- クチクラ毛幹細胞
- クチクラ毛根鞘細胞
- ハクスリー層の毛根鞘細胞
- ヘンレ層の毛根鞘細胞
- 外毛根鞘細胞
- 毛包細胞（幹細胞）

#### 重層上皮細胞
- 角膜、舌、口腔、食道、肛門管、尿道、膣の単層扁平上皮細胞
- 角膜、舌、口腔、食道、肛門管、尿道、膣の基底細胞（幹細胞）
- 膀胱表皮細胞（膀胱や尿管の裏側に存在）

### 神経系
人体にはニューロンとしても知られる神経細胞が存在する。これらは枝分かれしており、神経組織を形成する。ニューロンは、細胞質と細胞核を持つ細胞体から長細い髪の毛のような部分が伸びた構造をしている。

#### 感覚変換器
- コルチ器の内有毛細胞
- コルチ器の外有毛細胞
- 嗅上皮の基底細胞
- 冷覚感覚ニューロン
- 熱覚感覚ニューロン
- 表皮のメルケル細胞（触覚）
- 嗅覚受容神経
- 痛覚感覚ニューロン（様々な型）
- 網膜の光受容体細胞
  - 桿体細胞
  - 青色錐体細胞
  - 緑色錐体細胞
  - 赤色錐体細胞
- 深部感覚ニューロン（様々な型）
- 触覚感覚ニューロン（様々な型）
- I型頚動脈小体細胞（血液pHの知覚）
- II型頚動脈小体細胞（血液pHの知覚）
- 前庭系のI型有毛細胞（加速度と重力の知覚）
- 前庭系のII型有毛細胞（加速度と重力の知覚）
- I型味蕾細胞

#### 自律神経細胞
- コリン作動性神経細胞
- アドレナリン作動性神経細胞
- ペプチド作動性神経細胞

#### 感覚器官および末梢ニューロン支持細胞
- コルチ器の内柱細胞
- コルチ器の外柱細胞
- コルチ器の内指節細胞
- コルチ器の外指節細胞
- コルチ器の境界細胞
- コルチ器のヘンゼン細胞
- 前庭器支持細胞
- 味蕾支持細胞
- 嗅上皮支持細胞
- シュワン細胞
- 衛星細胞
- 腸グリア細胞

#### 中枢神経系ニューロンとグリア細胞
- アストロサイト
- ニューロン（非常に様々な型）
- 希突起膠細胞
- 紡錘形神経細胞

#### レンズ細胞
- 前部レンズ表皮細胞
- 結晶性レンズ繊維細胞

## 主に中胚葉に由来する細胞
主に中胚葉に由来する細胞。

### 代謝および貯蔵細胞
- 肝細胞
- 脂肪細胞
  - 白色脂肪細胞
  - 褐色脂肪細胞
- 伊東細胞

### バリア機能細胞

#### 腎臓
- 腎臓傍細胞
- 糸球体上皮細胞
- 近位尿細管刷子縁細胞
- ヘンレのループ細いセグメントの細胞
- 遠位尿細管細胞
- 集合管細胞
- I型肺胞上皮細胞
- 腺房中心細胞
- 平滑筋導管細胞（汗腺、唾液腺、乳腺等に存在）
  - 主細胞
  - 間在細胞
- 導管細胞（精嚢、前立腺等に存在）
- 腸刷子縁細胞（微絨毛）
- 外分泌腺線条導管細胞
- 胆嚢上皮細胞
- 精巣輸出管非線毛細胞
- 精巣上体主細胞
- 精巣上体基底細胞

### 細胞外マトリックス細胞
- エナメル芽細胞（エナメル質を分泌）
- 半月面上皮細胞（前庭系に存在、プロテオグリカンを分泌）
- コルチ器歯間上皮細胞
- 疎性結合組織線維芽細胞
- 角膜線維芽細胞
- 腱線維芽細胞
- 骨髄細網結合組織線維芽細胞
- その他の非上皮線維芽細胞
- 周皮細胞
- 椎間板の髄核細胞
- セメント芽細胞（セメント質を分泌）
- 象牙芽細胞（象牙質を分泌）
- 硝子軟骨軟骨細胞
- 線維軟骨軟骨細胞
- 弾性軟骨軟骨細胞
- 骨芽細胞
- 骨前駆細胞（骨芽細胞の幹細胞）
- 硝子体の硝子体細胞
- 耳の星細胞
- 肝臓星細胞（伊東細胞）
- 膵臓星細胞

## 収縮性細胞
- 骨格筋細胞
  - 遅筋細胞
  - 速筋細胞
  - 中間筋細胞
  - 筋紡錘の核袋線維
  - 筋紡錘の核鎖線維
- 筋衛星細胞
- 心筋細胞
  - 心筋細胞
  - 有節心筋細胞
  - プルキンエ線維細胞
- 平滑筋細胞（様々な型）
- 虹彩の筋上皮細胞
- 外分泌腺の筋上皮細胞

### 血液および免疫系細胞
- 赤血球
- 巨核球（血小板前駆体）
- 単球（白血球）
- 結合組織マクロファージ
- 上皮ランゲルハンス細胞
- 破骨細胞（骨に存在）
- 樹状細胞（リンパ系に存在）
- 小膠細胞（中枢神経系に存在）
- 好中球
- 好酸球
- 好塩基球
- ハイブリドーマ細胞
- 肥満細胞
- Th2細胞
- 制御性T細胞
- 細胞傷害性T細胞
- ナチュラルキラーT細胞
- B細胞
- ナチュラルキラー細胞
- 網赤血球
- 血液や免疫系の幹細胞および前駆細胞（様々な型）
- 赤芽球
- 骨髄球

### 胚細胞
- 卵細胞/卵母細胞
- 精子細胞
- 精母細胞
- 精原細胞（精母細胞の幹細胞）
- 精子

### ナース細胞
- 卵巣濾胞細胞
- セルトリ細胞（睾丸に存在）
- 胸腺上皮細胞

### 間質細胞
- 間質腎臓細胞